# Laura Spector
Laura Spector (ur. 30 października 1987 r.) – amerykańska biathlonistka. Zadebiutowała w biathlonie w rozgrywkach Pucharu Europy w roku 2005.
Starty w Pucharze Świata rozpoczęła zawodami w Östersund w roku 2007 zajmując 62. miejsce w biegu indywidualnym. Jest to jej najlepszy dotychczasowy wynik w Pucharze świata.
Podczas  Mistrzostw świata juniorów w roku 2005 w Lahti zajęła 33. miejsce w sprincie, 31 w biegu indywidualnym oraz 46 w biegu pościgowym. Na Mistrzostwa Świata juniorów w roku 2006 w Presque Isle zajęła 32. miejsce w biegu indywidualnym, 9 w sprincie, 26 w biegu pościgowym i 7 w sztafecie. Na Mistrzostwa Świata juniorów w roku 2007 w Martell zajęła 42. miejsce w biegu indywidualnym, 55 w sprincie, 54 w biegu pościgowym oraz 13 w sztafecie.
Podczas Mistrzostw świata w roku 2008 w Östersund zajęła 61. miejsce w biegu indywidualnym oraz 16 w sztafecie.

## Osiągnięcia

### Zimowe Igrzyska Olimpijskie
| 2010 Vancouver/Whistler (Kanada) | 65. miejsce (IN), 77. miejsce (SP), 17. miejsce (RL) |

### Mistrzostwa Świata
| 2008 Östersund (Szwecja)             | 61. miejsce (IN)                                                       |
| 2009 P'yŏngch'ang (Korea Południowa) | 58. miejsce (SP), 58. miejsce (PU), 18. miejsce (RM), 10. miejsce (RL) |
| 2011 Chanty-Mansyjsk (Rosja)         | 44. miejsce (IN), 79. miejsce (PU), 13. miejsce (RL)                   |

### Puchar Świata
| Sezon     | Miejsce |
| --------- | ------- |
| 2010/2011 | 53.     |